# Plesiosiro madeleyi
Els haptòpodes (Haptopoda) són un ordre extint d'aràcnids del qual se'n coneixen només 8 espècimens, del Carbonífer superior de Coseley, Staffordshire, Regne Unit. És un ordre monotípic, és a dir, que només té una espècie, Plesiosiro madeleyi descrita per Reginald Pocock en la seva important monografia de l'any 1911 sobre els aràcnids del Carbonífer a Gran Bretanya. La localitat original on es van trobar aquests fòssils actualment no està disponible i, per tant, no és clar que se'n trobin més exemplars.
Els fòssils originals foren descrits per Petrunkevitch el 1949 i Dunlop el 1999.

## Relacions
Les relacions amb altres aràcnids no estan clares. Plesiosiro significa prop de Siro que és un gènere de Cyphophthalmi; el grup més primitiu de'opilions.
Les revisions confirmen que els haptòpodes haurien de considerar-se un ordre independent. Els estudis més recents reconeixen el grup Schizotarsata Shultz, 2007 que comprendria els Haptopoda, Amblypygi, Uropygi i Schizomida. Tots ells comparteixen el caràcter de tenir un tarsos subdividits, cosa que dona nom al grup.

## Noms
L'ordre també s'ha anomenat Haptopodida, segons Petrunkevitch (1955) que es considera innecessari segons les normes del Codi Internacional de Nomenclatura Zoològica (ICZN).
El nom d'Haptopoda deriva del grec "haptos" (= tangible) + "pous, podos" (= peu) i es refereix al seu parell de potes frontals llargues.

## Subtàxons inclosos
Els haptopodids tenen una única família, amb un sol gènere i una sola espècie:
Plesiosironidae Pocock, 1911
- Plesiosiro Pocock, 1911

- Plesiosiro madeleyi Pocock, 1911